# Uvaria argentea
Uvaria argentea este o specie de plante angiosperme din genul Uvaria, familia Annonaceae, descrisă de Carl Ludwig von Blume. Conform Catalogue of Life specia Uvaria argentea nu are subspecii cunoscute.